# Plini (cràter)

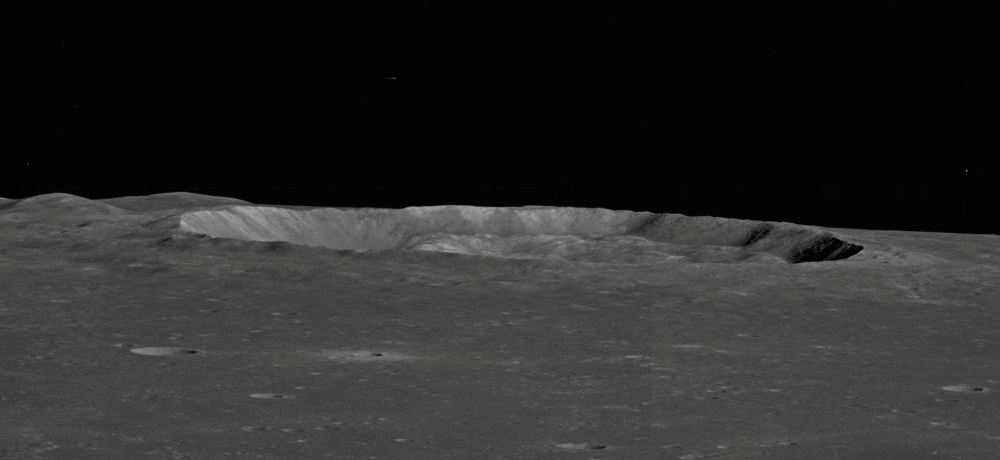
Fotografia de la missió Apol·lo 10

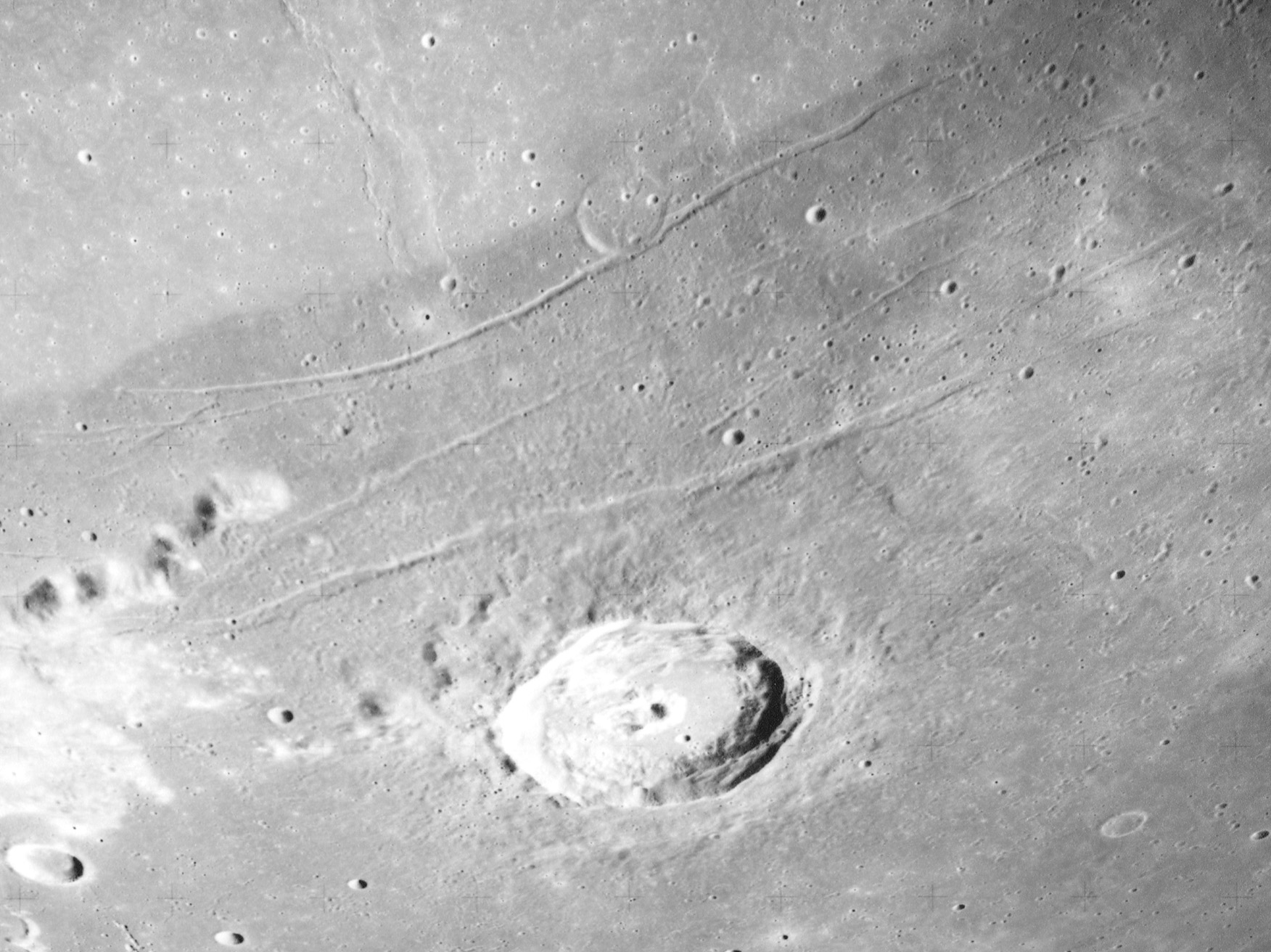
Vista obliqua des de l'Apol·lo 17 mirant al sud, mostrant el cràter Plini i les Rimae Plini.

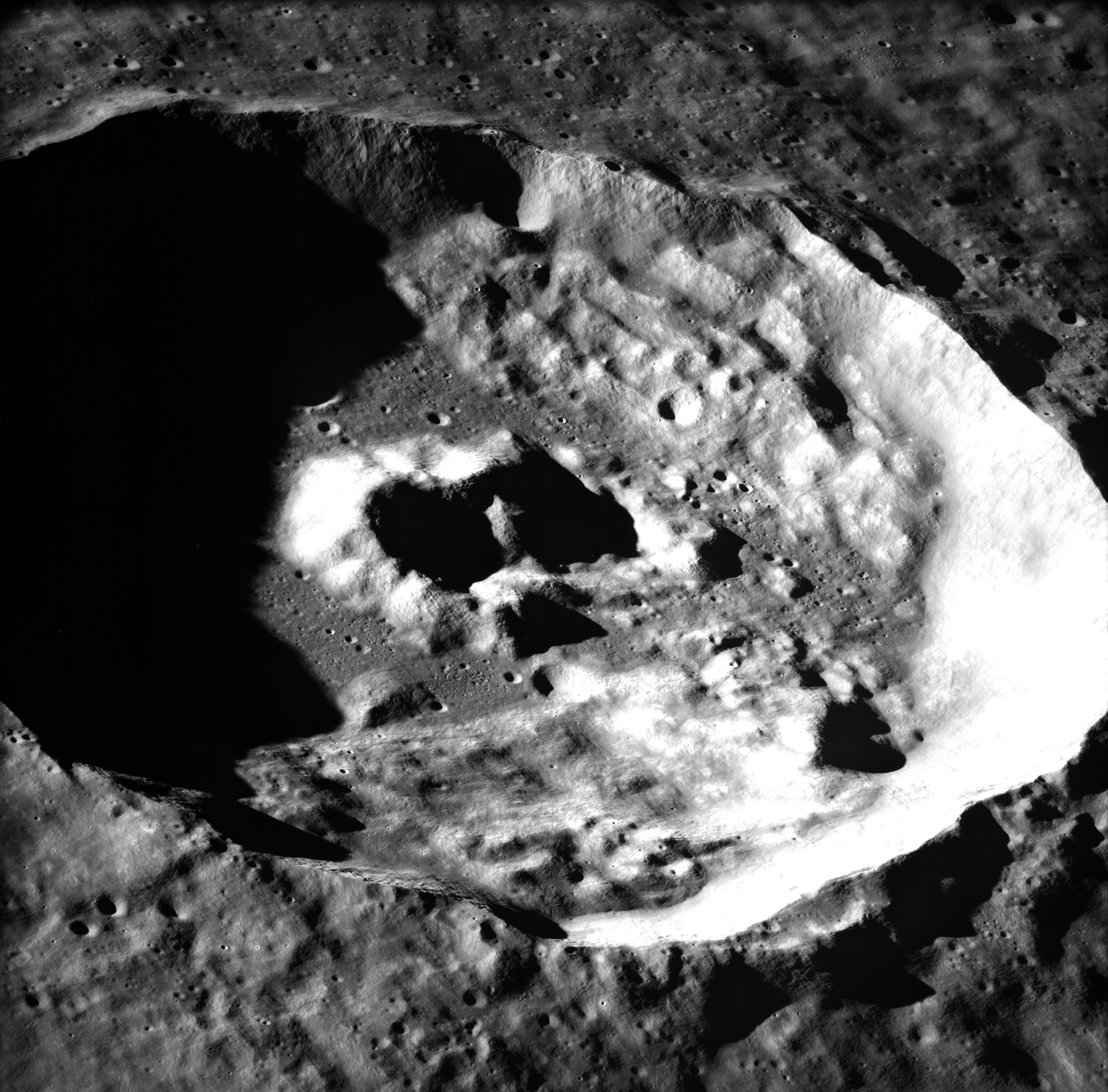
Plini des de l'Apol·lo 17.

Plini és un destacat cràter d'impacte de la Lluna situat a la frontera entre la Mare Serenitatis, al nord, i la Mare Tranquillitatis, al sud. Al sud-sud-est de Plini es troba el cràter Ross i al nord-est el cràter Dawes. Just al nord es localitza un sistema de rimes denominat Rimae Plini. En l'extrem nord-oest de la rima es troba el Promontorium Archerusia, un sortint de la vora occidental que envolta la Mare Serenitatis.

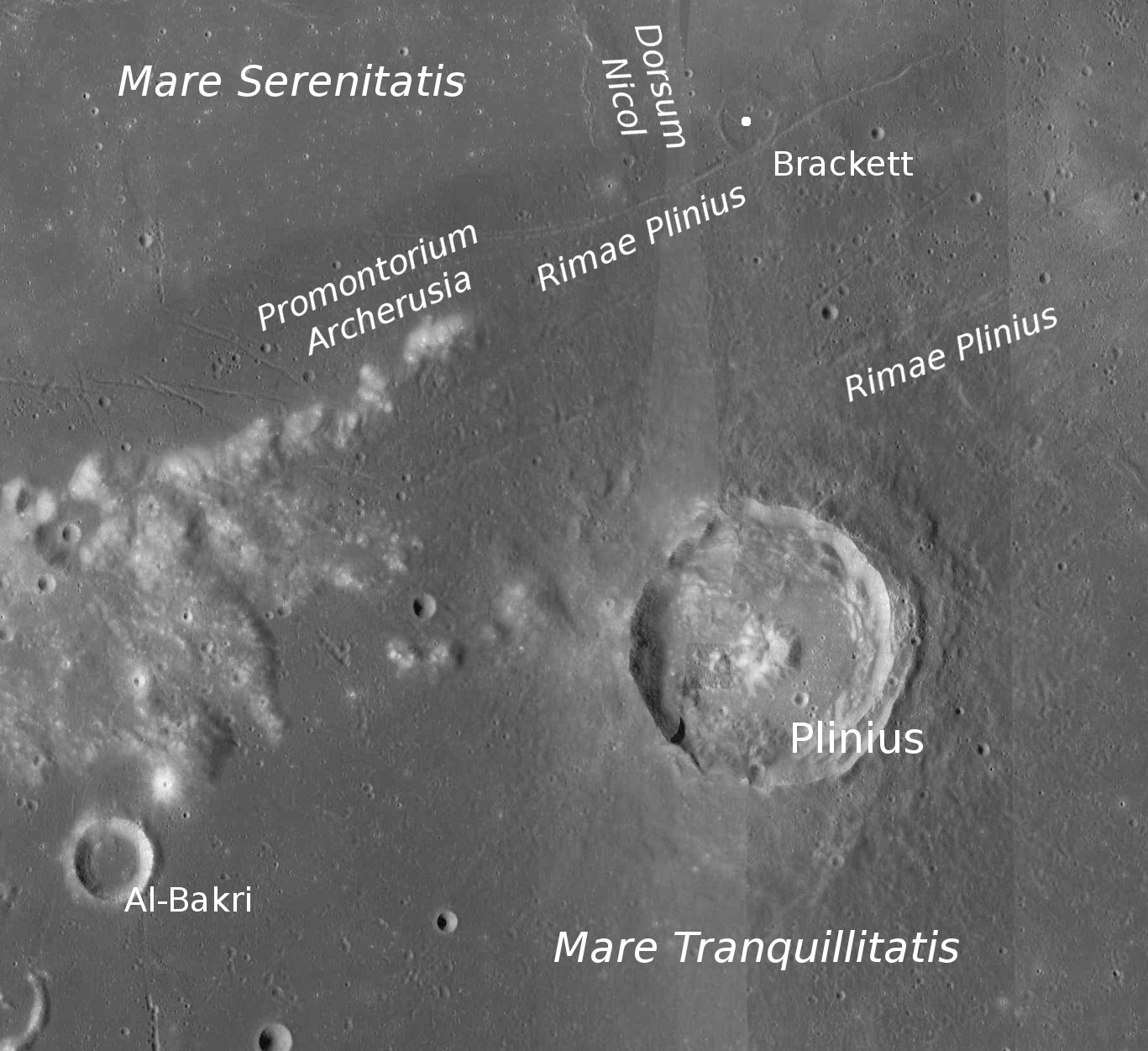
Entorn de Plini

La vora esmolada de Plini té una forma lleugerament ovalada, amb una paret adossada interior i una muralla irregular exterior. El sòl del cràter és muntanyenc i al centre posseeix un pic central irregular que té l'aparença d'una formació de doble cràter sota certs angles d'il·luminació. Unida al costat nord del pic apareix una fissura característica. La meitat oriental del sòl és molt més suau i es troba més anivellada que la muntanyenca part oest, tenint la part oriental forma de mitja lluna al voltant del pic central.

## Cràters satèl·lit
Els cràters satèl·lit són petits cràters situats propers al cràter principal, rebent el mateix nom que aquest cràter acompanyat d'una lletra majúscula complementària (fins i tot si la formació d'aquests cràters és independent de la formació del cràter principal). Per convenció, aquestes característiques són identificades en mapes lunars posant la lletra en el punt central de la vora del cràter que es trobi més proper al Plini.
|       | \| Plini \| Coordenades \| Diàmetre \| \| ----- \| ------------------------------------ \| -------- \| \| A \| 13° 00′ N, 24° 12′ E / 13.0°N,24.2°E \| 4 km \| \| B \| 14° 06′ N, 26° 12′ E / 14.1°N,26.2°E \| 5 km \| |          |
| Plini | Coordenades | Diàmetre |
| A     | 13° 00′ N, 24° 12′ E / 13.0°N,24.2°E | 4 km     |
| B     | 14° 06′ N, 26° 12′ E / 14.1°N,26.2°E | 5 km     |